# 2-Dezoksi-D-glukoza
2-Dezoksiglukoza se predominantno koristi kao dijagnostički agens u svom radioobeleženom obliku (fluor-18 se upotrebljava za radioobleležavanje). Primenom pozitronske emisione tomografije (PET), radioobeležena 2-dezoksiglukoza može da pomogne u izučavanju glukosnog metabolizma, koji je poremećen kod obolelih od kardiovaskularnih oboljenja, tumora, i Alchajmerove bolesti.